# Robert Servatius
Robert Servatius (Colonia, 31 de octubre de 1894 – 7 de agosto de 1983) fue un abogado penalista alemán.

## Biografía
Durante la Primera Guerra Mundial fue oficial de artillería. En la Segunda Guerra Mundial volvió al servicio activo y alcanzó el rango de mayor. Nunca estuvo afiliado al Partido nazi ni los aliados pudieron acusarle de haber participado directamente en ninguno de los delitos relacionados con el nazismo. En los juicios de Núremberg trabajó como abogado defensor y tuvo a su cargo la dirección jurídica de los casos de Fritz Sauckel, Karl Brandt y Paul Pleiger. También defendió a Adolf Eichmann en el proceso celebrado en Jerusalén.
En este último caso, varios abogados ofrecieron sus servicios a Eichmann, pero él escogió a Servatius. La ley israelí tuvo que ser modificada para que el juicio pudiera ser celebrado, ya que hasta entonces los abogados extranjeros no estaban facultados para intervenir ante los tribunales israelíes. De todas formas, esta excepción solo se aprobó para aquellos acusados que se enfrentaban a la pena de muerte. Antes de que Eichmann lo eligiera como su abogado, el Mossad, servicio secreto israelí, investigó a Servatius pero no consiguió nada que pudiera ser utilizado para desacreditarle. Finalmente, la minuta de Servatius fue pagada por el gobierno israelí, siguiendo la costumbre establecida en los juicios de Núremberg. El ayudante de Servatius en el proceso de Eichmann fue Dieter Wechtenbruch.